# Zenash Gezmu
Zenash Gezmu, née le 6 novembre 1990 et morte le 27 novembre 2017 à Neuilly-sur-Marne, est une athlète d'origine éthiopienne spécialisée dans le marathon. Elle a notamment remporté le marathon de Sénart en 2014, 2015 et 2016. Elle est victime d'un meurtre le 28 novembre 2017, le principal suspect lors du début de l'enquête étant un homme de sa connaissance.

## Carrière sportive
Zenash Gezmu arrive en France en 2009, refusant de retourner en Éthiopie après sa participation au marathon de La Rochelle (qu'elle termine en 2 h 48 min 05 s). Elle fait une demande de naturalisation qui est refusée en raison de sa maîtrise du français jugée insuffisante. Licenciée à la fédération française d'athlétisme, elle exerce en France le métier de femme de ménage dans des hôtels et court plusieurs marathons par an. Son entraineur Nicolas Vallat au CA Montreuil la décrit comme une athlète déterminée, s'entrainant deux fois par jour avant et après son travail de femme de ménage dans un hôtel. Sa meilleure performance sur un marathon est de 2 h 32 min 48 s, obtenue au marathon d'Amsterdam en 2016. Ce temps la classe au deuxième rang annuel de la Fédération française d'athlétisme.
Elle remporte trois fois le marathon de Sénart en 2014, 2015 et 2016.

## Meurtre
Elle est retrouvée assassinée à son domicile, rue Pierre Brossolette Seine-Saint-Denis, à Neuilly-sur-Marne, le 28 novembre 2017. Ses voisins indiquent avoir entendu des hurlements pendant la nuit. Le meurtrier est un homme érythréen qui la connaissait et voulait devenir son agent. Il se livre en fin de matinée le 28 novembre dans un commissariat parisien, et avoue l'avoir tuée en l'étouffant avec un coussin et lui assénant des coups avec des trophées. Il tente de se pendre avec son jogging dans la nuit du 30 novembre au dépôt tribunal de Bobigny. Le 11 décembre il est encore dans le coma.
Une messe rend hommage à la sportive le 12 décembre 2017 à l’église Saint-Vincent-de-Paul. Le Stade de France prévoit d'envoyer une délégation début 2018 dans sa famille en Éthiopie.

## Postérité

### Théâtre
Un spectacle de la Compagnie Morbus Théâtre inspiré par son histoire et ayant pour titre 2h32 est créé en 2022; la première a lieu à Paris le 9 mars 2022 au Mouffetard - théâtre des arts de la marionnette. Il est écrit par l'autrice Gwendoline Soublin et mis en scène par Guillaume Lecamus.